# 9408 Haseakira
A 9408 Haseakira (ideiglenes jelöléssel 1995 BC) a Naprendszer kisbolygóövében található aszteroida. Kobajasi Takao fedezte fel 1995. január 20-án.

## Elnevezése
Nevét Akira Hase-ről (1923 –) kapta. Jelenleg a Hiroshima Egyetem nyugalmazott professzora.